# Serrat de Rubís
El Serrat de Rubís és una serra situada al municipi de Santa Maria d'Oló (Moianès), amb una elevació màxima de 811 metres.